# Шива-самхита
Ши́ва-самхи́та (Siva Samhita) — древний санскритский текст по классической йоге и индуистскому оккультизму, написанный индийским аскетом Шивой или неизвестным автором от его лица. «Шива-самхита» — один из трёх главных сохранившихся классических трактатов по хатха-йоге наряду с «Хатха-йога-прадипикой» и «Гхеранда-самхитой». Считается самым всесторонним трактатом по хатха-йоге.

## Оглавления
- Глава 1. Единственное существование
- Глава 2. Микрокосм
- Глава 3. Практика Йоги
- Глава 4. Мудры
- Глава 5. Садхана